# Sailor Moon Sailor Stars
Pretty Soldier Sailor Moon Sailor Stars (美 少女 戦 士 セ ー ラ ー ム ー ン セ ー ラ ー ス タ ー ズ, Bishōjo Senshi Sērā Mūn Sērā Sutāzu), es la quinta y última temporada de la serie de anime Sailor Moon fue dirigida por Takuya Igarashi y producido Toei Animation. La serie se divide en dos arcos de historias. Los primeros 6 episodios consisten en un arco autónomo en que los Sailor Guardians se encuentran de nuevo con la reina Nehelenia que se enfrentaron anteriormente pero es purificada por Sailor Moon. Los 28 episodios restantes adaptan material del "Arco Stars" de la serie manga de Naoko Takeuchi, se centra en que las Sailor Guardians se encuentran con las Sailor Starlights que buscan a la princesa Kakyuu, cuando en realidad son el grupo Three Lights tres cantantes estelares muy famosos que llegan al planeta tierra, en el encuentro inicia un nuevo romance el amor de Usagi y Seiya dónde ambos se enamoran, también descubren que Sailor Galaxia es la líder de la organización Shadow Galactica y las Sailor Animamates corruptas por el Caos, que planean aumentar sus poderes y gobernar la Vía Láctea robando todas las semillas estelares, también aparece una niña llamada Chibi Chibi que tiene contacto con la pincesa en un incienso para esconderse, también se hizo llamar la segunda hija de Usagi sin saber que es la luz de la esperanza que buscaban las Sailor Starlights.
La temporada comenzó a transmitirse en TV Asahi el 9 de marzo de 1996 y terminó el 8 de febrero de 1997 durante 34 episodios. Posteriormente fue lanzado en DVD en seis compilaciones con cinco episodios, por Toei, del 26 de septiembre al 21 de noviembre de 2005. En mayo de 2014, Viz Media anunció que obtuvieron la licencia de la serie desde el principio para un lanzamiento sin cortes, y también que planean para lanzar la quinta temporada en Blu-ray y DVD. El 14 de diciembre de 2015, Viz Media transmitió el primer episodio de Sailor Moon Sailor Stars, junto con el final de la serie de Sailor Moon SuperS, en Hulu en los Estados Unidos, seguido de un lanzamiento en tiempo real de todo el programa en Tubi TV en Canadá en 15 de julio de 2016. Los primeros 17 episodios de Sailor Stars se lanzaron en Blu-ray y DVD en formato bilingüe el 18 de junio de 2019. El resto se lanzó el 12 de noviembre de 2019.
Se utilizaron tres temas musicales: un tema de apertura y dos temas de cierre. El tema de apertura, titulado "Sailor Star Song", es interpretado por Kae Hanazawa. El tema final, utilizado para los primeros 33 episodios, es "Kaze mo Sora mo Kitto..." interpretado por Alisa Mizuki. El segundo y último tema de cierre es "Moonlight Densetsu" interpretado por Moon Lips. Bandai lanzó dos videojuegos en 1996 para promocionar esta temporada: Bishoujo Senshi Sailor Moon Sailor Stars para Sega Pico, y Bishoujo Senshi Sailor Moon Sailor Stars: Fuwa Fuwa Panic 2 para Super Nintendo Entertainment System.

## Reparto
| Personaje                             | Actor Original (EE. UU.) | Actor de voz (Hispanoamérica - DVD)      |
| ------------------------------------- | ------------------------ | ---------------------------------------- |
| Usagi Tsukino / Sailor Moon           | Kotono Mitsuishi         | Patricia Acevedo                         |
| Chibi Chibi / Sailor Chibi Chibi Moon | Kotono Mitsuishi         | Patricia Acevedo                         |
| Ami Mizuno / Sailor Mercury           | Aya Hisakawa             | Rossy Aguirre                            |
| Rei Hino / Sailor Mars                | Michie Tomizawa          | Mónica Manjarrez                         |
| Makoto Kino / Sailor Jupiter          | Emi Shinohara            | Araceli de León                          |
| Minako Aino / Sailor Venus            | Rika Fukami              | María Fernanda Morales                   |
| Hotaru Tomoe / Sailor Saturn          | Yūko Minaguchi           | Cristina Camargo                         |
| Haruka Ten'ō / Sailor Urano           | Megumi Ogata             | Belinda Martínez                         |
| Michiru Kaiō / Sailor Neptuno         | Masako Katsuki           | Irma Carmona                             |
| Setsuna Meiō / Sailor Pluto           | Chiyoko Kawashima        | Anabel Méndez                            |
| Seiya Kou / Sailor Star Fighter       | Shiho Niiyama            | Irwin Daayán / Mónica Villaseñor         |
| Taiki Kou / Sailor Star Maker         | Narumi Tsunoda           | José Gilberto Vilchis / Norma Echevarría |
| Yaten Kou / Sailor Star Healer        | Chika Sakamoto           | Sergio Bonilla / Circe Luna              |
| Princesa Kakyu                        | Sakiko Tamagawa          | Cony Madera                              |
| Sailor Galaxia / Chaos Galaxia        | Mitsuko Horie            | Nancy MacKenzie                          |
| Sailor Iron Mouse                     | Eriko Hara               | Gaby Willer                              |
| Sailor Aluminum Siren                 | Kikuko Inoue             | Maru Guerrero                            |
| Sailor Lead Crow                      | Chiharu Suzuka           | Gisela Casillas                          |
| Sailor Tin Nyanko                     | Ikue Ōtani               | Ana María Grey                           |
| Chibiusa / Sailor Chibi Moon          | Kae Araki                | Cristina Hernández                       |
| Luna                                  | Keiko Han                | Rocío Garcel                             |
| Artemis                               | Yasuhiro Takato          | Salvador Delgado                         |
| Diana                                 | Kumiko Nishihara         | Cony Madera                              |

## Lista de episodios (1996-1997)
| # | Título | Estreno                  |
| --- | --- | ------------------------ |
| 167 | «¡Cuando se esparcen las flores de la pesadilla! Resucita la reina de la oscuridad» «Akumu no Hana wo Chirasu Toki! Yami no Joou Fukkatsu» (悪夢花を散らす時! 闇の女王復活) España: «Guerreros Estelares. ¡Cuando las pesadillas expande las flores!» Hispanoamérica: «La reina de la oscuridad revive.»      | 9 de marzo de 1996       |
| En un principio, se ve a Sailor Pluto ir a la casa de la familia Tomoe, en la cual estaban Hotaru y su padre. Pluto le dice que necesitaran la ayuda de Hotaru, por lo que la pequeña la reconoció rápidamente. Mientras tanto, Serena y las demás se preparan para ir juntas a la preparatoria. Rini está lista para volver al siglo 30; pero al abrir el portal del tiempo, alguien saca a la Reina Neherenia del espejo en el que estaba atrapada, por lo que cae muchas estrellas fugaces del cielo, pigmentos que sacaban una especie de mal que caía por todos lados, y uno de ellos cae en el ojo de Darien, por lo que regresan a sus hogares, por lo que la venganza de Neherenia estaba a punto de comenzar. Sailor Pluto se lleva a Hotaru, y se reúne con Uranus y Neptune, que estaban a punto de luchar contra los pigmentos de Neherenia. Cuando ellas estaban a punto de perder, y un pigmento atacaría a Hotaru, ella hace florece un nuevo poder en las demás Sailors, para derrotar al nuevo enemigo, convirtiéndose en Super Sailor Scouts, y logrando derrotar a los pigmentos. Pero de repente, ven que Hotaru creció en tan solo un instante, y advierte que la princesa está corriendo un gran peligro. | |                          |
| 168 | «¡El despertar de Saturno! Las 10 guerreros Sailor reunidas» «Saturn no Mezame! Sailor 10 Senshi Shuuketsu» (サターンの目覚め! S(セーラー)10戦士集結) España: «¡El despertar de Saturno! Las 10 Guerreros al completo» Hispanoamérica: «Las 10 Sailor Scouts se reúnen.»                                      | 23 de marzo de 1996      |
| Darien esta raro con Serena, pese al pigmento que le cayó en el ojo. Serena lo manda a descansar, aunque está muy preocupada. Hotaru ahora está viviendo con Setsuna, y aprendiendo cosas de la Luna. En la noche, el espíritu de Sailor Saturn aparece, la cual la misma Sailor Scout entra al cuerpo de Hotaru, recordando todo, que era Sailor Saturn, y también recibe un nuevo poder, convirtiéndola en Super Sailor Saturn, y por último advierte que las Sailor Scouts están en peligro. Al día siguiente, Serena, Ami, Lita, Mina y Rini va a la casa de Rei para saber que sucedió anoche, al saber que entró un espíritu maligno, que en realidad eran los fragmentos del espejo de Neherenia, esos mismos se transforman como Neherenia. Las chicas se transforman, pero quedando atrapadas, Tuxedo Mask entra en ayuda, pero no lo logra por el cristal que tiene en el ojo. Luego vienen las Sailors del Exterior, Saturn le pide a las chicas que le brinden su poder a Super Sailor Moon, convirtiéndola en Eternal Sailor Moon (temporalmente), derrotando a los cristales, y Hotaru dice que esa es la nueva transformación de ella. Mientras que Darien está siendo manipulado por Neherenia. Nueva Transformación: Eternal Sailor Moon, Transformación! por Eternal Sailor Moon. | |                          |
| 169 | «¡El espejo mágico maldito! Mamoru, prisionero en la pesadilla» «Noroi no Makyou! Akumu ni Torawareta Mamoru» (呪いの魔鏡! 悪夢にとらわれた衛) España: «¡La maldición de un espejo! Armando, prisionero de una pesadilla.» Hispanoamérica: «La maldición del espejo maligno.»                                 | 13 de abril de 1996      |
| Las Sailors Scouts se dan cuenta de que la enfermedad que corre por todo Tokio es en realidad una fuerza maligna de Neherenia, consiste en que si ves más un espejo fijamente, robará sus energías. Darien compró muchos espejos, y Super Sailor Saturn advirtió a Serena, Rini y las chicas que el mal es muy poderoso y por eso surgió la nueva transformación de Serena. Al ir al departamento de Darien, se dan cuenta de que la Reina Neherenia está detrás de todo esto, lo cual Super Sailor Moon se transforma en Eternal, y derrota a los cristales de Neherenia al instante, aunque la transformación no duro casi nada. Neherenia hace que Darien pase a través del espejo, Eternal Sailor Moon no puede con ella, y se lo llevan. | |                          |
| 170 | «¡Una noche del destino! La penuria de las guerreros Sailor» «Unmei no Ichiya! Sailor Senshi no Kunan» (運命の一夜! セーラー戦士の苦難) España: «¡El destino se decide en una noche! El sufrimiento de las Guerreros» Hispanoamérica: «Las Sailor Scouts se encuentran en problemas.»                         | 20 de abril de 1996      |
| Tras la trágica situación, Super Sailor Chibi Moon se desmaya ya que el futuro de ella está cambiando. Serena a pesar de saber que la Neherenia esta tendiéndole una trampa, decide ir a rescatar a Darien, transformándose en Eternal otra vez, usando su máximo poder, y cae en una de las pesadillas de la Reina. Todas las Sailor Scouts, junto con Rini, se teletransportan para rescatar a Serena y a Darien. Al estar en la teletransportación, Neherenia ataca lanzándole cristales de espejos, logrando separar a las Sailor Scouts. Mercury y Uranus caen en unas ruinas, después logrando derrotar a una falsa Neherenia, pero luego siendo atrapadas por los espejos de las Pesadillas. Por otra parte, Mars y Neptune están en aprietos. | |                          |
| 171 | «¡Por el amor! La batalla interminable en el malvado mundo.» «Ai Yue ni! Hateshinaki Makai no Tatakai» (愛ゆえに! 果てしなき魔界の戦い) España: «¡Por el amor! La última batalla en el malvado mundo.» Hispanoamérica: «Una pelea interminable.»                                                              | 27 de abril de 1996      |
| Mars y Neptune pelean con todas sus fuerzas con una de las réplicas falsas de la Reina, pero al final quedan atrapadas por el espejo de las pesadillas. Pluto y Venus se encuentran con muchas réplicas de lo normal, por eso, Pluto decide quedarse peleando, diciéndole a Venus que salve a la princesa. Mientras tanto Serena estaba en una pesadilla, donde poco a poco se está olvidando de Darien. Venus se encuentra en una situación difícil donde ve que Pluto no puede sola, y no sabe si huir o rescatar a Serena, decide rescatarla, pero pasando el puente se rompe y quedan colgando gracias a la "Cadena de amor de Venus". Una de las réplicas de la Reina aparece, y captura a Venus y a Pluto en el espejo de las pesadillas. Jupiter es la primera que encuentra a Serena, y la salva de Neherenia cuando trataba de matarla. Jupiter arriesga su vida por Serena cubriéndola de los ataque de Neherenia, al caer rendida, es atrapada por el espejo de las pesadillas. Serena despierta al ver el aro de forma de Rosa Roja de Jupiter, y la cual le hace recordar a Darien. Despertando de la pesadilla, la Reina reta a Serena a subir hasta su castillo para salvar a Darien, pero todo el recorrido esta lleno de espinas, la Reina al llegar a su castillo es sorprendida por Saturn y Chibi Moon. | |                          |
| 172 | «¡El poder lunar del amor! Es hora de que termine la pesadilla» «Ai no Moon Power! Akumu no Owaru Tokin» (愛のムーンパワー 悪夢の終わる時) España: «¡El poder lunar del amor! Se acabó la pesadilla.» Hispanoamérica: «El poder del amor.»                                                                    | 4 de mayo de 1996        |
| Chibi Moon sigue sufriendo las desapariciones momentáneas, y trata de despertar a Darien, Saturn no le ve otra más que destruir el mundo con su poder de destrucción, pero Rini la detiene, Neherenia aprovecha la situación y encierra a Saturn en el espejo de las pesadillas. Serena llega al castillo y ve cómo Rini se desvanece de sus brazos, desapareciendo. Comienza a atacar a Serena y cuando estaba a punto de matar, Serena pone una cara de compasión hacia la reina, y no lo soporta. Le dice que solo se desquite con ella, y no con sus amigos, ni con Rini, ni Darien, que su soledad será comprendida por todos. Las Sailor Scouts y Darien logran salir del hechizo, y juntan sus fuerzas para ayudar a Neherenia con su problema emocional, lo cual ellas dicen que no tema, Serena se transforma en Eternal Sailor Moon, y le muestra un resplandor. Neherenia recuerda que su verdadero sueño era tener un amigo. La reina vuelve al pasado a rehacer su vida y el espejo se rompe, pero esto aún no acaba, ya que al final se escucha una risa malévola... | |                          |
| 173 | «¡Separación y encuentro! El aliento de la estrella fugaz del destino» «Wakare to Deai! Unmei no Hoshiboshi no Ryuuten» (別れとの出会い! 運命の星々の流転) España: «¡Una separación y un encuentro! El destino de las estrellas fugaces.» Hispanoamérica: «El destino de las estrellas.»                      | 11 de mayo de 1996       |
| Darien se va y Serena está muy deprimida ya que será por un largo tiempo, Rini apenas se había ido, las chicas se preocupan mucho por ella. Darien le da un anillo de compromiso antes de irse. Algo ocurre en el avión de Darien, una luz cae absolutamente en todo el avión. Luego Serena conoce a Seiya un cantante famoso que esta atraído a ella, pero ella no se da cuenta de que es famoso y se lleva mal con él. Sailor Iron Mouse una Sailor Scouts mala aparece robando la semilla estelar de una inocente, y esta inocente se vuelve zombi, Eternal Sailor Moon no quiere luchar contra ella ya que era una persona, pero Aparecen la Sailor Star Light [Fighter (Seiya), Healer (Yaten) y Maker (Taiki)] que casi matan a esta inocente pero Eternal Sailor moon la purifica con su nueva técnica. | |                          |
| 174 | «¡La tormenta sacude en el Instituto! Los nuevos estudiantes son ídolos» «Gakuen ni Fuku Arashi! Tenkousei wa Idol» (触れ合う心! ちびうさとペガサス) España: «¡Un remolino llega al instituto! Los nuevos estudiantes son ídolos.» Hispanoamérica: «Los Three Lights vienen a estudiar a nuestra escuela.»    | 18 de mayo de 1996       |
| Serena no sabe si decirle a las chicas que un nuevo enemigo ha aparecido y que hay tres Sailor Scouts nuevas, por otra parte los Three Lights entran al colegio de serena y recién se da cuenta de que es famoso, Seiya le pide a Serena que le recomiende meterse a un grupo de la escuela. Otra víctima aparece y Eternal Sailor Moon y las chicas lo salvan. Serena se une al club de dibujo. | |                          |
| 175 | «¡Despierta al ídolo! La ambición de Minako» «Idol wo Mezase! Minako no Yabou» (アイドルをめざせ! 美奈子の野望) España: «¡A por el estrellato! La ambición de Carola.» Hispanoamérica: «La ambición de Mina.»                                                                                                 | 25 de mayo de 1996       |
| Técnica Aprendida: Infierno Estelar de Healer por Sailor Star Healer. Mina desea ser amiga sentimental de Seiya, Taiki o Yaten, pero le parece más sencillo comenzar siendo parte de su grupo musical, mientras el enemigo ya tiene en la mira el nuevo objetivo una fotógrafa que desea tomar fotos a dicho grupo, el enemigo busca su semilla estelar, mas no es la deseada y Super Sailor Venus con Eternal Sailor Moon vuelven a salvar el día. | |                          |
| 176 | «¡La verdadera identidad del luchador! La impactante súper transformación» «Fighter no Shoutai! Shougeki no Chouhenshin» (ファイターの正体! 衝撃の超変身) España: «¡La verdadera identidad de una Guerrero! Una transformación impactante.» Hispanoamérica: «La verdadera identidad de Sailor Star Fighter.»  | 8 de junio de 1996       |
| Seiya, Taiki y Yaten practican para una obra musical pero la directora de la obra en pleno ensayo lo corta y le dice a Seiya que lo ha hecho mal, él le pregunta que es lo que hizo mal y ella le responde:<< todo >> él al escucharlo se molesta. Al día siguiente tiene un examen en la preparatoria donde Mina, Serena y Seiya salen mal. Más tarde fueron para ensayar y otra vez según la directora lo hizo mal. Seiya y serena van a buscar a la directora, ya que es una hermana de la escuela de Rei, van y Seiya y ella hablan. En la noche él va solo para practicar y la hermana es atacad entrando en acción Sailor Star Fighter. Nueva Transformación: Poder de Lucha Estelar, Transformación! por Sailor Star Fighter. | |                          |
| 177 | «¡Sueños y romances confíados a una estrella! La transformación de Taiki» «Hoshi ni Takusu Yume to Roman! Taiki no Henshin» (星に託す夢とロマン! 大気の変身) España: «¡Sueños y romances en una estrella! La transformación de Taiki.» Hispanoamérica: «La transformación de Taiki.»                          | 15 de junio de 1996      |
| Nueva Transformación: Poder de Creación Estelar, Transformación! por Sailor Star Maker. Taiki y Ami salen primeros en los exámenes del instituto, ambos siguen la carrera de un profesor quien descubrió un cometa tiempo atrás, Ami es invitada a verlo en casa de su profesor pero Taiki rechaza la invitación porque las condiciones del clima no son favorables, y le dice a Ami que no sueñe y que vea las cosas muy realista, Ami se disgusta y le dice que no lloverá, al final estas palabras conmueven a Taiki quien se presenta en la casa del profesor este es atacado y Taiki muestra su transformación, al final Taiki le dice a Ami que cuidara más sus sueños y su romance. | |                          |
| 178 | «¡¿Luna lo ha visto?! La verdadera cara del ídolo Yaten» «Luna wa Mita!? Idol Yaten no Sugao» (ルナは見た!? アイドル夜天の素顔) España: «¡¿Luna lo ha visto?! La verdadera personalidad de Yaten.» Hispanoamérica: «La verdadera personalidad de Yaten.»                                                      | 22 de junio de 1996      |
| Nueva Transformación: Poder de Curación Estelar, Transformación! por Sailor Star Healer. Luna parece estar viviendo con Yaten Serena no la ha visto últimamente, al ir a preguntarle a Yaten por Luna, una chica se acerca para darle una carta de amor le dice a Serena que se la de a Yaten, se acerca a este y no muestra interés por la carta, serena de disgusta porque le dice que tome en cuenta los sentimientos de las chicas, después en la grabación de una novela Yaten tiene a luna ella los escucha hablar sobre la persona que buscan, al final la actriz que trabaja con Yaten es atacada, luna intenta ayudar y es herida Yaten decide transformarse en Star Healer, junto con las Sailor Scouts salvan la situación, Luna regresa a casa con Serena. | |                          |
| 179 | «¿Enemigos? ¿Aliados? Las Star Lights y Las Guerreros Sailor» «Teki? Mikata? Star Lights to Sailor Senshi» (敵?味方? スターライツとS(セーラー)戦士) España: «¿Enemigos? ¿Aliados? Las Guerreros y las Star Lights.» Hispanoamérica: «Las Sailor Scouts y las Sailor Star Lights.»                             | 29 de junio de 1996      |
| Los Three lights se cuestionan sobre si las Sailor Scouts son amigas o enemigas, Taiki invita a Lita a un programa de televisión de cocina, ya que se entera de que ella es muy buena en eso, Serena se pega a Lita y a medio programa interfiere realizando ella el pastel, lo cual obviamente es un fracaso pero Taiki se divierte mucho, Sailor Iron Mouse es llamada por Galaxia la cual ya esta cansada de sus fallos, se ven dos siluetas junto a ella, Galaxia le advierte que no quiere más errores, el chef del programa de cocina es la nueva víctima, es atacado y Eternal Sailor Moon y Super Sailor Jupiter entran a la lucha, cuando Eternal Sailor Moon esta en peligro entra Sailor Star Maker y protege a Eternal Sailor Moon esta ya no puede darle las gracias y se van, Taiki no sabe porque la protegió pero se ve contento. Se ve a Haruka y Michiru contemplando el mar, hablando sobre un nuevo peligro quizás más grande que cualquier otro. | |                          |
| 180 | «¡El brillo de las estrellas nos llama! La guerra de Haruka y compañía» «Yobiau Hoshi no kagayaki! Haruka tachi Sansen» (呼び合う星の輝き! はるか達参戦) España: «¡El brillo de las estrellas que te llaman! La entrada de Timmy en la guerra.» Hispanoamérica: «La aparición de Haruka y Michiru.»           | 13 de julio de 1996      |
| Three lights dará un concierto junto a Michiru, las chicas consiguen boletos gracias a esta, Sailor Iron Mouse recibe la última advertencia de Galaxia, las dos figuras misteriosas toman forma y solo se ríen de ella, Serena se pierde el concierto porque se equivocó de parada de autobús, Haruka no confía en Seiya al cual encuentra en el camerino de Michiru, el director de orquesta es atacado y Eternal Sailor Moon pelea junto a las Sailor Stars Lights, las cuales están a punto de darse la mano como señal de unión, entonces Super Sailor Uranus se interpone y les lanza su poder, parece que la alianza se destruye y Sailor Star Fighter le dice a Eternal Sailor Moon que no podrán ser amigas, Eternal Sailor Moon les reclama a Super Sailor Neptuno y Uranus su comportamiento, estas le dicen que solo cumplen con su deber de protegerla. ya que esas Sailor Star Lights vienen de otra galaxia. | |                          |
| 181 | «La cita emocionante de Seiya y Usagi.» «Seiya to Usagi no Doki Doki Date» (セイヤとうさぎの ドキドキデート) España: «La cita emocionante de Seiya y Bunny.» Hispanoamérica: «Serena y Seiya tienen una cita muy emocionante.»                                                                                | 20 de julio de 1996      |
| Seiya invita a salir a Serena, la cita en un parque y pasan una muy linda velada, el nuevo objetivo es Seiya y Sailor Iron Mouse descubre su verdadera identidad, Seiya sospecha que Serena en realidad es Eternal Sailor Moon, cuando Sailor Iron Mouse le va a revelar a Eternal Sailor Moon la verdadera identidad de Sailor Star Fighter, aparece Sailor Galaxia le quita los brazaletes de energía a Sailor Iron Mouse y muere. Seiya se encuentra con Serena y le obsequia un peluche de oso en agradecimiento por haberlo acompañado. | |                          |
| 182 | «¡Ataque desde el espacio! Sirena viene volando» «Uchuu kara no Shinryaku! Siren Hirai» (宇宙からの侵略! セイレーン飛来) España: «¡Invasión desde el espacio! Sirena llega volando.» Hispanoamérica: «Una extraña visita.»                                                                                    | 3 de agosto de 1996      |
| Aparece Chibi-Chibi se presenta como la hermana de Serena, las chicas piensan que podría ser la segunda hija de Darien y Serena a lo que Setsuna lo desmiente diciendo que la única hija es la pequeña Dama, aparece Sailor Aluminium Siren y Sailor Lead Crow. el nuevo objetivo es un oficial de policía, lo atacan y Eternal Sailor Moon salva la situación, Serena sigue triste por no saber de Darien, Chibi Chibi entra a su habitación y duerme con ella. | |                          |
| 183 | «¡¿El grito de los muertos?! El fantasma del campamento del terror» «Shiryou no Sakebi? Kyoufu Camp no Kaijin» (死霊の叫び!? 恐怖キャンプの怪人) España: «¡¿El aullido de las almas muertas?! Terror de un monstruo en el campamento.» Hispanoamérica: «Un campamento del terror.»                            | 10 de agosto de 1996     |
| Las chicas planean pasar su verano acampando, Rei visitará a un familiar suyo al cual de cariño le dice hermano Kenjo, el cual es atacado y transformado en zombi, los Three Lights filman una película en los alrededores y Seiya decide darles un susto a las chicas disfrazándose de monstruo, pero el zombi se le adelanta, Rei se da cuenta de que es kenjo y junto a Eternal Sailor Moon logran salvarlo. | |                          |
| 184 | «¡Una noche para los dos! Usagi en apuros» «Futarikiri no Yoru! Usagi no Pinch» (ふたりきりの夜! うさぎのピンチ) España: «Una noche para nosotros. Bunny en apuros» Hispanoamérica: «Serena se encuentra en problemas.»                                                                                       | 17 de agosto de 1996     |
| Seiya pasar la noche en casa de Serena como su guardaespaldas, Seiya está dispuesto a confesarle que es Sailor Star Fighter, pero las chicas deciden acompañarlos, se unen Yaten y Taiki, después llegan Haruka y Michiru, llegan unos de la televisión y entran a la casa, uno de ellos es atacado, Eternal Sailor Moon salva la situación. | |                          |
| 185 | «¡Taiki canta muy bien! La canción trae buenos deseos de un corazón creyente» «Taiki Zesshou! Shinjiru Kokoro wo Uta ni Komete» (大気絶唱! 信じる心を歌にこめて) España: «¡Taiki canta muy bien! La canción trae buenos deseos de un corazón creyente.» Hispanoamérica: «No pierdas las esperanzas.»          | 31 de agosto de 1996     |
| Taiki tiene dudas sobre si su mensaje es escuchado, mientras tanto trata mal a las fanes, Serena lo lleva a ver a una pequeña niña que esta hospitalizada y es fanática del grupo three Lights, ella se emociona mucho con las canciones y descubre el mensaje hacia la misteriosa princesa de la cual hace un dibujo, se lo muestra a Taiki y este se sorprende. El doctor que la atendería se convierte en zombi, lo cual Eternal Sailor Moon y Super Sailor Mercury entran en acción. La niña recobra sus esperanzas y es sometida a cirugía, todo sale excelente. | |                          |
| 186 | «¡¿El misterio de Chibi Chibi?! El gran ruido» «Chibi Chibi no nazo!? Osawagase Daitsuiseki» (ちびちびの謎!? おさわがせ大追跡) España: «¡¿El misterio de Chibi-Chibi?! Un gran ruido.» Hispanoamérica: «El secreto de Chibi-Chibi.»                                                                           | 7 de septiembre de 1996  |
| Serena junto con las chicas y los Three Light siguen a Chibi Chibi quien siempre sale, de donde saco el muñeco que tiene siempre y porque regresa con dulces, descubre que visita a un personaje famoso dentro del mundo de las finanzas, es un viejito muy amable, con muchas esculturas caras, quien luego sería atacado y convertido en Zombi, Eternal Sailor Moon salva la situación junto a las Star Light, exceptuando que el muñeco de Chibi Chibi fue destruido (aunque no se puso mal), perdiendo más de $10.000 (el valor del muñeco obsequiado por el viejito). Y Serena se pregunta quien es en realidad Chibi-Chibi. | |                          |
| 187 | «¡El poder de la estrella brilla! La transformación de Chibi Chibi» «Kagayaku Hoshi no Power! Chibi Chibi no Henshin» (輝く星のパワー! ちびちびの変身) España: «¡El poder del brillo de una estrella! La transformación de Chibi-Chibi.» Hispanoamérica: «La transformación de Chibi-Chibi.»                  | 14 de septiembre de 1996 |
| Es el festival deportivo y Seiya entrena a Serena para jugar a béisbol enfrentándose al equipo de la escuela en la que la capitana es la fan nº1 de los Three. El día del partido van empatados y empieza a llover y hacen un descanso, aparece Sailor Aluminium Siren y ve transformarse a Serena y se da cuenta de que es ella quien tiene la semilla estelar mientras Sailor Lead Crow le roba la semilla estelar a Sonoco. Sailor Sluminium Siren intenta atacar a Eternal Sailor Moon y robarle la semilla y en el forcejeo Eternal Sailor Moon pierde su cetro en eso aparece Sailor Chibi-Chibi-Moon (Chibi-Chibi). Técnica Aprendida: Por el Poder del Cristal de la Luna Plateada por Eternal Sailor Moon. El equipo de Serena Gana el partido. | |                          |
| 188 | «¡Invitación al terror! El vuelo nocturno de Usagi» «Kyoufu e no Shoutai! Usagi no Yakan Hikou» (恐怖への招待! うさぎの夜間飛行) España: «¡Invitación al terror! El vuelo nocturno de Bunny.» Hispanoamérica: «Una invitación al terror.»                                                                     | 12 de octubre de 1996    |
| Ami, Rei, Lita y Mina obtienen boletos de vuelo del club de fanes del grupo Three Lights. Serena no quiere perderse la diversión pero no consiguió el boleto, por lo que regresa triste a su casa, en donde encuentra una carta dirigida a Eternal Sailor Moon de Sailor Aluminium Siren. Al darse cuenta de que el vuelo en realidad es una trampa, Serena se desespera por salvar a sus amigas. Sailor Galaxia le quita los brazaletas de energía a Sailor Aluminium Siren y muere, y se descubren las identidades de las Sailor Scouts y las Sailor Starlights. | |                          |
| 189 | «¡Entre misión y amistad! El enfrentamiento de las guerreros Sailor» «Shimei to Yuujou no Hazama! Sailor Senshi Tachi no Tairitsu» (使命と友情の間(はざま)! S(セーラー)戦士達の対立) España: «¡Misión o amistad! enfrentamiento entre guerreros.» Hispanoamérica: «Un conflicto entre las Sailor Scouts.»     | 19 de octubre de 1996    |
| Serena se siente dividida entre los Three Lights como sus amigas y como sus guardianas. Yaten y Taiki incitan a Seiya a alejarse de Serena, y un DJ local se convierte en zombi. Eternal Sailor Moon lo derrota pero Seiya es herido protegiendo a Eternal Sailor Moon, las Sailor Star Lights ya no quieren que se les acerquen, generándose conflictos entre las Sailor Scouts. | |                          |
| 190 | «¡La verdad es revelada! El pasado de Seiya y los demás» «Akasareta Shinjitsu! Seiya Tachi no Kako» (明かされた真実! セイヤ達の過去) España: «¡Se revela la verdad! El pasado de los Three Lights.» Hispanoamérica: «El pasado de Seiya Taiki y Yaten.»                                                       | 26 de octubre de 1996    |
| Serena no puede ver a Seiya, ambos están muy tristes, Haruka no quiere tener nada que ver con las Starlights, y siguen los conflictos entre Sailor Scouts, a lo que Serena no les hace caso a sus amigas y va a escondidas tras de Seiya que mediante su canción le muestra su pasado a Serena, ambos no quieren dejar de verse y se reencuentran detrás del parque estando solos se abrazan mostrando romance enamorados se topan con el director del parque convertido en zombi que ataca a los dos, Eternal Sailor Moon protege a Seiya con su cuerpo salvandolo luego aparecen las Sailor Outers a luchar, finalmente Eternal Sailor Moon poniendo a Seiya a salvo purifica al director, mientras que Taiki, Yaten, Haruka, Michiru y Setsuna separan a Serena y Seiya, dejando a Serena triste y deprimida. | |                          |
| 191 | «¡Cuando bailan las mariposas de luz! La premonición de una nueva ola» «Hikari no Chou ga Mau Toki! Atarashii Nami no Yokan» (光の蝶が舞う時! 新しい波の予感) España: «¡Cuando la mariposa de la Luz baila! La premonición de una nueva ola» Hispanoamérica: «La aparición de mariposas resplandecientes.»    | 9 de noviembre de 1996   |
| Se ven unas mariposas que delatan la presencia de la princesa que buscan los Three Lights sintiendo y viendo, Galaxia también lo siente y sabe que ese resplandor cambiara su destino. Chibi Chibi también las ve y es transportada a un lugar muy bonito del cual se trae un extraño recipiente que es un incienso, al mostrárselo a Serena ella percibe un olor muy agradable. Las chicas invitan a Serena a un evento de videojuegos, pero ella sigue deprimida por Seiya durante una semana, Ami está dispuesta a hablar con Taiki quien es invitado en el evento, Ami logra ganar el primer lugar y así habla con Taiki le dice que no juzgue mal a Serena que sus intenciones no son malas, una presentadora es atacada Ami se transforma, Taiki solo la mira y se va, esto le duele a Ami pronto llegan las demás Sailors Scouts, pero sin Sailor Moon no pueden derrotar al zombi sin dañarlo, Seiya se molesta con Taiki por abandonarlas en plena lucha, le dice que si su princesa estuviera ahí no permitiría eso, el sale corriendo para ayudarlas después de él salen los demás integrantes, finalmente llega Eternal Sailor Moon y cura al zombi, parece ser que las asperezas entre Sailor Scouts comienzan a desaparecer, Serena preocupada se acerca a Seiya para saber como se encuentra, ambos se vuelven a ver estando felices Serena y Seiya mientras que Taiki al ver a Serena percibe el aroma de la princesa. | |                          |
| 192 | «¡Lucha por tus sueños! ¡¿Nace el ídolo Minako?!» «Yume Itchokusen! Idol Minako Tanjou!?» (夢一直線! アイドル美奈子誕生!?) España: «¡Lucha por tus sueños!» Hispanoamérica: «Mina se convierte en una artista.»                                                                                               | 16 de noviembre de 1996  |
| Mina realiza la prueba para convertirse en una cantante, cantando su canción "Route Venus", el productor es atacado por Sailor Nyanko creyendo que este tienen la verdadera semilla estelar, Eternal Sailor Moon y Super Sailor Venus entran en acción con ayuda de Sailor Star Healer. Yaten percibe el aroma de su princesa a través de Chibi Chibi, Mina pasa la prueba y sabe que puede convertirse en cantante en cualquier momento. | |                          |
| 193 | «El cristal de plata es robado. Aparece la princesa Kakyuu» «Ubawareta Ginzuishou. Kakyuu Princess Shutsugen» (うばわれた銀水晶 火球皇女(プリンセス)出現) España: «Me quitan la semilla estelar. Aparece la princesa Kakiuh.» Hispanoamérica: «La aparición de la Princesa del Planeta de Fuego.»             | 30 de noviembre de 1996  |
| Serena y sus amigas celebran el festival del año escolar de la preparatoria organizando una cafetería en su salón a lo que Serena extraña a Seiya por no estar ahí al escuchar en el radio la canción de los three lights espera que venga. Sailor Lead Crow lee la agenda de Sailor Aluminium Siren donde dice que Eternal Sailor Moon es la dueña de la verdadera semilla estelar, además de cuales son las identidades secretas de las Sailor Scouts y las Sailor Starligths. Sailor Tyn Nianko sigue a Sailor Lead Crow y descubre que Eternal Sailor Moon es la dueña de la verdadera semilla estelar. Por otra parte Seiya se desespera porque no aparece la princesa decide salir, Taiki y Yaten planean confrontar a Chibi Chibi por el aroma que percibieron, Serena oye la canción de Seiya en su casa mientras que él lo visita sin saber porque, Serena percibe la aparición de la mariposa uniendo a Seiya desde el balcón ambos se ven estando felices Serena le invita a que asista al festival a lo que Seiya aceptó pero cuando estuvo por irse percibe la aroma de la princesa entrando a casa de Serena. Al día siguiente en la celebración todos disfrutan el festival pero esperan al grupo Three Lights, a lo que Serena le dice que Seiya vendrá siendo un secreto, las chicas se sorprenden al ver a Seiya y Serena está muy feliz que haya venido, ofreciendole té y pastel, por otra parte Taiki y Yaten atacan a Chibi Chibi y a Lita por interferir pero son detenidos por los demás entrando en pleitos, Serena triste ve a Seiya separarse de ella por los pleitos tratando de hacerlos reflexionar pero las chicas son atacadas por Lead Crow amenaza a Serena para acceder a que le quiten la semilla estelar diciéndole que dejará caer un hoyo negro en la escuela enfrente de las Sailor Scouts y las Sailor Starlights le piden que no lo haga igual Sailor Fighter a lo que Eternal Sailor Moon le pide que no venga porque no quiere verlo herido, Serena accede a que le quiten la semilla y cuando estaba a punto de llevársela Sailor Tyn Nyanko ataca a Lead Crow y por accidente el contenedor del hoyo negro se rompe y se abre, Sailor Lead Crow es tragada por el agujero negro y muere, Sailor Tyn Nianko escapa al ver que no puede tomar la semilla estelar, ya que el agujero negro se expande, cuando Chibi Chibi cae en el agujero aparece la Princesa Kakyuu quien cierra el agujero y saca a Serena del peligro descendiendo del cielo todas ven a la princesa cargando en sus brazos a Serena diciendose ella misma que es la mujer que andaba buscando Seiya y las demás. | |                          |
| 194 | «¡La guerra sagrada de la galaxia! La leyenda de la guerra de las Sailor» «Ginga no Seisein. Sailor Wars Densetsu» (銀河の聖戦 セーラーウォーズ伝説) España: «Las Guerreros sagradas de la Vía Láctea. La leyenda de la batalla de las Guerreros.» Hispanoamérica: «La leyenda de la guerra de las Sailors.»  | 7 de diciembre de 1996   |
| Sailor Tyn Nianko trata de quitarle la semilla estelar a Serena, pero se transforma en Eternal Sailor Moon, durante la pelea Seiya interfiere lanzando una rosa roja lo cual hace que Serena recuerde a Darien, Eternal Sailor Moon destruye solo un brazalete de Sailor Tyn Niako con el Poder del Cristal de la Luna Plateada. Al final Serena llora porque extraña a Darien le dice a Seiya que no sabe nada de él, Seiya se inclina bajo la lluvia con ella y le dice que deje que él lo reemplace dejando sorprendida y sonrojada a Serena sus amigas se enteran lo que paso, luego Seiya acompaña a Serena dejándola en su casa. | |                          |
| 195 | «¡La muerte de la princesa Kakyū! Galaxia desciende del cielo» «Kakyuu Princess Shoumetsu! Galaxia Kourin» (火球皇女(プリンセス)消滅! ギャラクシア降臨) España: «¡La muerte de la princesa Kakiuh! Aparece Galaxia.» Hispanoamérica: «El final de la Princesa del Planeta de Fuego.»                          | 14 de diciembre de 1996  |
| Rei platica con Serena sobre Darien, esta le dice que no sabe nada de él, desde que se fue, Rei se muestra preocupada, cita a las chicas y Ami les dice que llamó a la universidad donde debería estar y le dicen que no está ahí, las chicas se preguntan que le habrá pasado. Three Lights se desintegrara Serena acude a su último concierto yendo al camerino a ver a Seiya ambos se ven tristes estando solos confiesan lo que sienten estar enamorados mutuo siendo el segundo amor de Serena viéndose el primer beso de los dos muy romántica, deseando Seiya a verla conocido antes a lo que Serena llora gustandole a la vez acordaron en luchar juntos, Sailor Galaxia aparece entre las Sailor Scouts y las Star Lights, también le quita el último brazalete de energía a Sailor Tyn Nianko y muere. Después ataca a la Princesa Kakyū, esta protege a las Sailor Star Lights y Galaxia le arrebata su semilla estelar, Eternal Sailor Moon la ataca y no lo logra, Galaxia desaparece amenazándolas con que ellas serán las siguientes. Aparecen Super Sailor Plut y Super Sailor Saturn. | |                          |
| 196 | «¡Cuando la galaxia perece! La última batalla de las Guerreros Sailor» «Ginga Horobiru toki! Sailor Senshi Saigo no Tatakai» (銀河滅びる時! S(セーラー)戦士最後の戦い) España: «¡Cuando la Galaxia desaparece! La última batalla de las Guerreros.» Hispanoamérica: «La última batalla de las Sailor Scouts.» | 11 de enero de 1997      |
| Después de la muerte de Kakyū, las Star Lights van a vengar la muerte de ella, por eso, van tras Galaxia. Mientras que Serena y las demás están en el Templo Hikawa, recordando los buenos momentos que ellas tuvieron juntas, y se transforman, por última vez; por su lado, Haruka y Michuru se marchan, para luego encontrarse con Setsuna y Hotaru, ya que planean derrotar a Galaxia por su cuenta, como Sailor Scouts del Sistema Solar Externo. Entretanto, Sailor Galaxia pelea con las Sailor Star Lights, cuando Galaxia está a punto de vencerlas, aparecen las Sailors del Interior, quienes protegen a las Star Lights, como si nada, Galaxia ataca a las Sailor Scouts y les quita su semilla estelar a Mercury, Mars (al defender a Serena), Jupiter, y Venus, las cuales mueren, mientras que las Sailors del Exterior sienten como atacaron a sus amigas. Después, Galaxia les muestra su colección de verdaderas semillas estelares, Serena le llama la atención una semilla en particular, a lo cual, Galaxia le dice que esa semilla pertenece al Gobernador de la Tierra, revelando que Darien esta muerto. | |                          |
| 197 | «¡Las reglas de la galaxia! La amenaza de Galaxia» «Ginga no Shihaisha. Galaxia no Kyoui» (銀河の支配者 ギャラクシアの脅威) España: «¡La soberana de la Vía Láctea! La amenaza de Galaxia» Hispanoamérica: «La amenaza de Sailor Galaxia.»                                                                    | 18 de enero de 1997      |
| Tras la muerte de las Sailor Scouts, y enterándose de que Darien está muerto desde hace tiempo, la luz de Chibi Chibi logra sacarlas a Sailor Moon y las Starlights de esa dimensión, se encuentran con las Sailors Scouts del Sistema Solar Externo. Ellas tenían un plan para poder derrotar a Galaxia con Mercury, Mars, Jupiter y Venus, pero se les adelantó. Por lo que están obligadas a derrotar a Galaxia, Super Sailor Saturn le pregunta a Sailor Fighter si le agrada mucho a Eternal Sailor Moon ella viendola triste y queriendo saber, Sailor Fighter le dice que si, animandola con su respuesta dejando a Eternal Sailor Moon con las Sailor Starlights en compañía pero después recuerdan que deben luchar por las Sailor Scouts y protegerlas al igual que a Eternal Sailor Moon con animo y fuerzas van gracias a Chibi Chibi. En plena lucha, Galaxia ofrece un trato a estas Sailor Scouts, y es que la obedezcan sus órdenes, Uranus y Neptune se muestran interesadas en el trato, por lo que dejan que les roben sus semillas estelares, a cambio, vivirán con los brazaletes de Galaxia; una vez hecho esto, Galaxia les pide que roben las semillas de Saturn y Pluto. Eternal Sailor Moon junto a Sailor Chibi Chibi Moon y las Starlights se dirigen a esa dimensión para ayudar a ellas, pero llegan demasiado tarde, las dos caen en plena batalla y mueren, logrando que Uranus y Neptune roben las semillas de ellas. Sailor Moon ve cómo Uranus y Neptune están del lado de Galaxia, por lo que estaban enfrentando una gran crisis. | |                          |
| 198 | «¡La estrella fugaz se desvanece! El fin de Urano y compañía» «Kieyuku Hoshiboshi! Uranus tachi no Saigo» (消えゆく星々! ウラヌス達の最期) España: «¡Las estrellas que desaparecen! La última actuación de Urano y Neptuno.» Hispanoamérica: «La última actuación de Sailor Uranus y Neptune.»                | 25 de enero de 1997      |
| Dentro de la dimensión empiezan a pelear por órdenes de Sailor Galaxia, Sailor Uranus ataca pero en defensa sale Sailor Fighter protegiendo a Sailor Moon y las demás pero Chibi Chibi lo telespransporta en un cuarto oscuro de la televisora Vía Láctea, Eternal Sailor Moon al despertarse se encuentra con Uranus pero lo abofetea haciendo enfadar a Sailor Fighter por lo que le ataca defendiendola a Eternal Sailor Moon y Neptune hace su aparición pero Uranus empieza a burlarse más de las Sailor Starlights y toco el tema de la derrota de su Princesa Sailor Fighter siendo más afectado corre a darle golpes con todas sus fuerzas lograndolo pero es herido Eternal Sailor Moon se horroriza le pide que no lo dañe, ahí empezó los ataque de sus poderes de Uranus y Neptune hacia el cielo pero son protegidos por la luz rosa de Chibi Chibi cayendo conscientes Sailor Maker, Sailor Healer y Sailor Moon junto a Sailor Fighter y Chibi Chibi muy abrazados hasta llegar por la techo de la televisora estando conscientes Eternal Sailor Moon acostada preocupada ve a Sailor Fighter mientras le pregunta si se encuentra bien a lo que le dice si, de pronto Sailor Galaxia hace su aparición y le dice que vea la realidad mostrando la ciudad, pero se revela que Sailor Uranus y Neptune engañaron a Galaxia para poder atacarla, y extraerle su semilla estelar. Pero para sorpresa de todos, ella no tiene ninguna semilla en su interior, lo cual Galaxia les quita los brazaletes y estas mueren, dándose de la mano. Eternal Sailor Moon está entrando en pánico y depresión, pero las Sailor Starlights le dicen que pelearán a su lado estando juntas cueste lo que cueste les da la razón y su amistad haciéndola sentir feliz. Así mismo creen que ella es la verdadera luz de esperanza que dejó la legendaria Sailor Scout, de repente Sailor Galaxia las escucha y les dice que ella es la Legendaria Sailor Scout la más fuerte de todas dejando impactadas a todas y a Chibi Chibi. | |                          |
| 199 | «¡La luz de la esperanza! La última batalla sagrada jugándose la galaxia» «Kibou no Hikari! Ginga wo Kaketa Saishuukessen» (希望の光! 銀河をかけた最終決戦) España: «¡La luz de la Esperanza! La última batalla para dominar la Vía Láctea.» Hispanoamérica: «La luz de la esperanza.»                        | 1 de febrero de 1997     |
| La princesa kakyuu como Sailor Galaxia les cuenta sobre la lucha contra el Caos y como lo encerró en su cuerpo, después se dio cuenta de que no podía confiar en nadie, y empezó a recolectar las semillas estelares de todo el mundo, les dice que envió la luz de la esperanza a los confines del universo, y se burla de ellas diciendo que es una pena que no haya despertado. De repente, las Starlights entran en ataque para defender a Sailor Moon, por lo que logran herir a Galaxia, aunque no mucho. La lucha contra Galaxia continua, y Sailor Moon defiende dando su vida por Sailor Star Fighter quien está muy herida. Serena quien pedía que detenga la pelea, y que vuelva la paz al mundo mostrando su semilla estelar, que tiene un resplandor cálido. Galaxia queda sorprendida por su brillo, pero aun así ataca a Serena le roba su semilla haciendo que ella pierda su transformación de Eternal Sailor Moon, por lo que cae al suelo muriendo, Sailor Galaxia a burlarse de tener la victoria Sailor Fighter llorando y las demás tristes oyen la voz de la princesa kakyuu diciendo que crean y la razón por la que conocieron a las Sailor Scouts y tuvieron que unirse a ellas entonces Chibi Chibi quien lloraba por la supuesta muerte de Serena, comienza a resplandecer la luz de la esperanza que tenía en su interior. | |                          |
| 200 | «¡El amor de Usagi! Se ilumina la galaxia bajo la luz de la Luna» «Usagi no Ai! Gekkou Ginga wo Terasu» (うさぎの愛! 月光銀河を照らす) España: «¡El amor de Bunny! La Luz de la Luna de Galaxia se ilumina.» Hispanoamérica: «El amor de Serena.»                                                             | 8 de febrero de 1997     |
| Serena queda inmóvil de muerte, tras haber perdido su semilla estelar por Sailor Galaxia, Chibi Chibi, que era la luz de la esperanza, le brinda su poder a Serena, transformándola en la Princesa Serenity. La luz (quien podría ser Sailor Cosmos) le brinda una espada y le pide que derrote a Galaxia con ello. Al tomarla adquiere un par de hermosas alas para volar, Galaxia también se transforma, pero esta vez es el verdadero Caos quien invade todo su cuerpo. La luz de la esperanza le cuenta que el Caos se apoderó completamente de ella, y esta antes de que le pasara algo a su semilla estelar la dejó libre para que buscara a la persona a cual le brindaría su poder, Serenity se niega a pelear, la voz que se escucha es de la semilla de Sailor Galaxia le dice que no titubee, sino que la derrote, al interponer la espada, Galaxia se lanza sobre Serenity, la cual sin querer hiere a Galaxia, ella se molesta y rompe la espada de Serenity, esta pierde su forma y aparece Chibi Chibi quien muere. Galaxia le pregunta si se dará por vencida, pero Serenity dice: "No, yo nunca me daré por vencida", y vuelve a mostrar el resplandor de la semilla. Para esto, pierde la transformación de princesa quedando solo con las alas. Le dice a Galaxia que no desea perder este mundo y tampoco a ella, se ve un campo de flores y una persona en el centro, es la verdadera Sailor Galaxia, escucha las palabras de Serena, gracias a eso, la espada de Galaxia se rompe. Escucha que Serena cree en ella, extiende su mano y Serena la toma haciendo brillar la Vía Láctea y logrando expulsar al Caos del cuerpo de Galaxia, dejándolo ir por el espacio. Galaxia agradece la ayuda de Serena, pero le dice que qué sucedió con el Caos, le dice que regresó a su lugar de origen en el interior de cada persona, pero que no se preocupe, también la luz de la esperanza está dentro de los corazones que crean en la gente, Galaxia está arrepentida no sabe que hacer, Serena le dice que nunca es tarde para volver a empezar, le dice a Galaxia que ayude a las semillas estelares a volver a casa, y así, Galaxia se va junto con ella las semillas. Serena, tras haber logrado salvar al mundo una vez más, comienza a llorar, ya que esta completamente sola, por las muertes de sus amigas, los demás y su amado Darien. En eso escucha la voz de Rei, aparecen las semillas estelares de las Sailor Scouts y las reviven, también a la Princesa Kakyū, a Chibi chibi, y por supuesto a Darien. Chibi Chibi regresa al espacio sin saber a donde va, luego Serena y Seiya se despiden sabiendo ambos estar enamorados teniendo sentimientos mutuamente que se extrañarán Taiki, Yaten y las chicas, la princesa Kakyūu y las Sailor Starlights regresan a su planeta, y por último, Seiya le pidió a Darien que cuide mucho a Serena a lo que ella agradece y desea verlo a Seiya muy pronto, mientras que las Sailor Outers ven cuatro estrellas fugaces del infinito que viajan desde el cielo. Al final, Serena y Darien conversan, Serena le pregunta a Darien por las dudas cuanto la quiere, y su respuesta fue: "Mi amor por ti, es más grande que el universo", Serena y Darien se besan mostrando la Luna resplandeciente mientras ella narra ser Sailor Moon. El tema del Ending es el mismo "Moonlight Dentesu", mostrando imágenes de Serena junto con las Sailor Scouts unidas, por otra parte Serena triste extrañando a Seiya estando el grupo Three Lights junto a la princesa en su planeta kinmoku y por último Sailor Galaxia siendo buena y Chibi Chibi volando en el cielo. | |                          |

## Lanzamientos de videos caseros

### Inglés

#### DVD

##### Estados Unidos
| Volumen         | Episodios | Fecha de lanzamiento    | Ref.  |
| --------------- | --------- | ----------------------- | ----- |
| Temp. 5 Parte 1 | 167-183   | 18 de junio de 2019     | [ 1 ] |
| Temp. 5 Parte 2 | 184-200   | 12 de noviembre de 2019 | [ 2 ] |

#### Combo de Blu-ray + DVD

##### Estados Unidos
| Volumen         | Episodios | Fecha de lanzamiento    | Ref.  |
| --------------- | --------- | ----------------------- | ----- |
| Temp. 5 Parte 1 | 167-183   | 18 de junio de 2019     | [ 1 ] |
| Temp. 5 Parte 2 | 184-200   | 12 de noviembre de 2019 | [ 2 ] |